# Ле-Нувьон-ан-Тьераш
Ле-Нувьон-ан-Тьераш (фр. Le Nouvion-en-Thiérache) — коммуна на севере Франции, регион О-де-Франс, департамент Эна, округ Вервен, кантон Гюиз. Расположена в 57 км к северу от Лана и 47 км к юго-востоку от Валансьена, в 11 км от национальной автомагистрали N2.
Население (2018) — 2 584 человек.

## Достопримечательности
- Церковь Сен-Дени

## Экономика
Структура занятости населения:
- сельское хозяйство — 0,3 %
- промышленность — 29,3 %
- строительство — 1,2 %
- торговля, транспорт и сфера услуг — 33,3 %
- государственные и муниципальные службы — 35,8 %

Уровень безработицы (2017) — 23,3 % (Франция в целом — 13,4 %, департамент Эна — 17,8 %). 

Среднегодовой доход на 1 человека, евро (2018) — 17 840 (Франция в целом — 21 730, департамент Эна — 19 690).

## Демография
Динамика численности населения, чел.

## Администрация
Пост мэра Ле-Нувьон-ан-Тьераша с 2020 года занимает Розлин Кай  (Roselyne Cail). На муниципальных выборах 2020 года возглавляемый ею список победил в 1-м туре, получив 56,0 % голосов.
| Период | Период | Фамилия      | Партия                                                                 | Примечания                            |
| ------ | ------ | ------------ | ---------------------------------------------------------------------- | ------------------------------------- |
| 1977   | 1983   | Андре Дьо    |                                                                        |                                       |
| 1983   | 2001   | Жерар Нёвиль | Социалистическая партия                                                |                                       |
| 2001   | 2020   | Ги Верен     | Союз за французскую демократию Союз за народное движение Республиканцы | член Генерального совета департамента |
| 2020   |        | Розлин Кай   | Разные левые                                                           |                                       |

## Знаменитые уроженцы
- Эрнест Лависс (1842—1922), историк
- Генрих Орлеанский, граф Парижский (1908—1999), орлеанистский претендент на трон Франции

## Ссылки

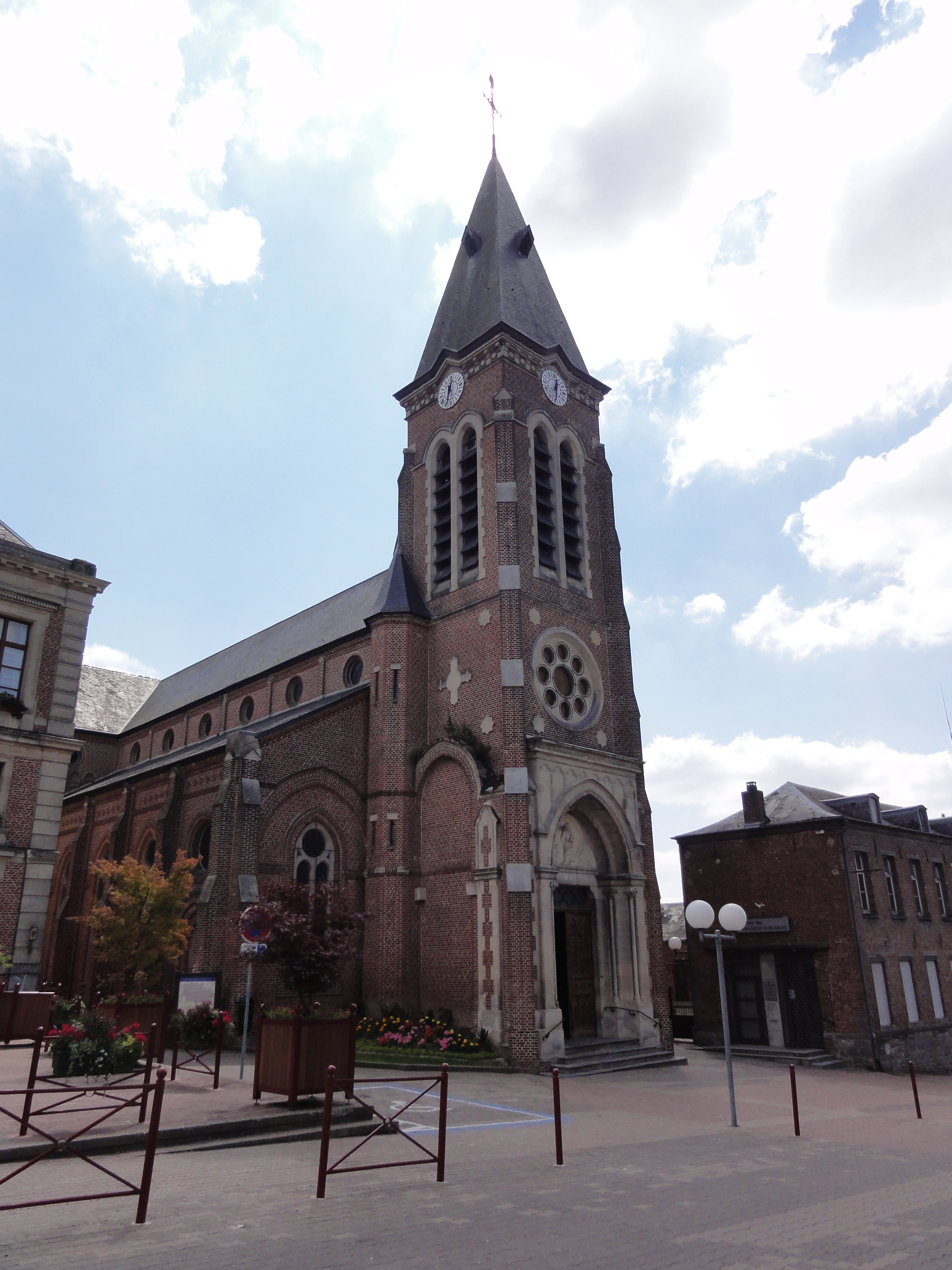
Церковь Сен-Дени